# Alfred Daley
Alfred Daley (* 18. November 1949) ist ein ehemaliger jamaikanischer Sprinter, der sich auf den 400-Meter-Lauf spezialisiert hatte.

## Leben
1971 siegte er bei den Leichtathletik-Zentralamerika- und Karibikmeisterschaften. Bei den Panamerikanischen Spielen in Cali wurde er Vierter im Einzelbewerb, siegte in der 4-mal-100-Meter-Staffel und gewann Silber in der 4-mal-400-Meter-Staffel.
Bei den Olympischen Spielen 1972 in München schied er mit der jamaikanischen 4-mal-400-Meter-Stafette im Vorlauf aus.
1974 wurde er bei den British Commonwealth Games in Christchurch mit der jamaikanischen 4-mal-100-Meter-Stafette Vierter, 1975 gewann er bei den Zentralamerika- und Karibikmeisterschaften Bronze über 400 m, und 1976 erreichte er bei den Olympischen Spielen in Montreal über 400 m das Viertelfinale.

## Persönliche Bestzeiten
- 220 Yards: 20,7 s, 1. April 1972, Teaneck (entspricht 20,6 s über 200 m)
- 400 m: 46,0 s, 1976